# Pito (vaso)

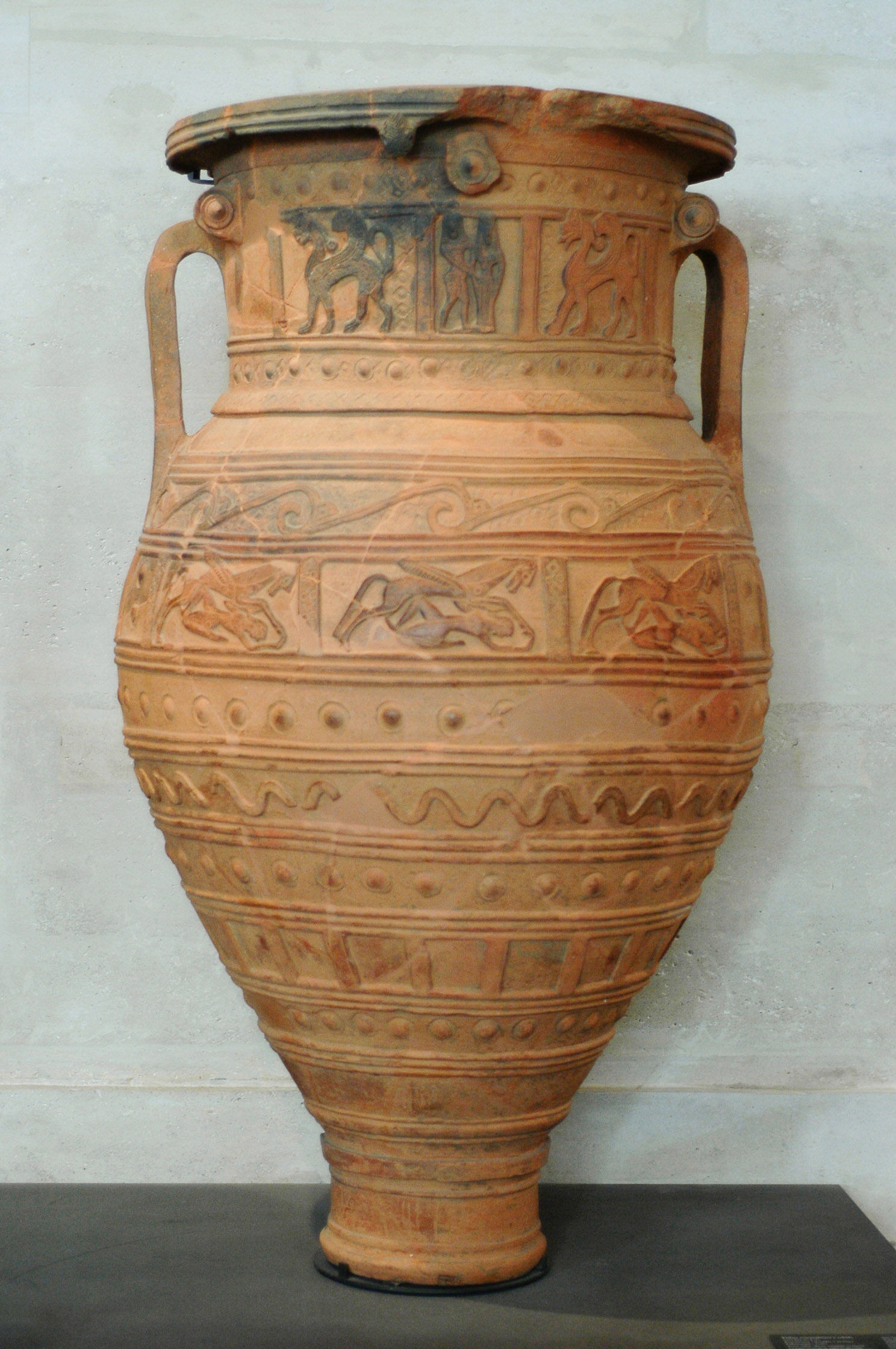
Pito grego de Creta. Louvre, Paris

Pito (em grego: πίθος; romaniz.: Píthos; plural em grego: πίθοι; romaniz.: Píthoi) refere-se, na Grécia Antiga, a grandes vasos de armazenamento com forma característica. A palavra estava, em certo ponto, sendo usada pelos arqueólogos clássicos ocidentais para designar os vasos descobertos por escavações em Creta e Grécia. No entanto, atualmente adota-se a mesma como uma palavra geral que designa um vaso de armazenamento de qualquer cultura. O pito é melhor conhecido em sua forma latina como o fisco (em latim: fiscus), por vezes tomado no sentido de um lugar onde os fundos foram armazenados.

## Etimologia
Embora a palavra seja grega, muitos dos pitos do Mediterrâneo antigo não foram produzidos no continente grego; por exemplo, eles são conhecidos de Creta e do Levante em um contexto não-helênico. Muitos pitos foram escavados no palácio de Cnossos e no naufragado navio de Uluburun. A antiga cultura ibérica de El Argar também usou pitos para sepultamento em sua fase B (1 500 - 1 300 a.C.). 

## Composição e formato

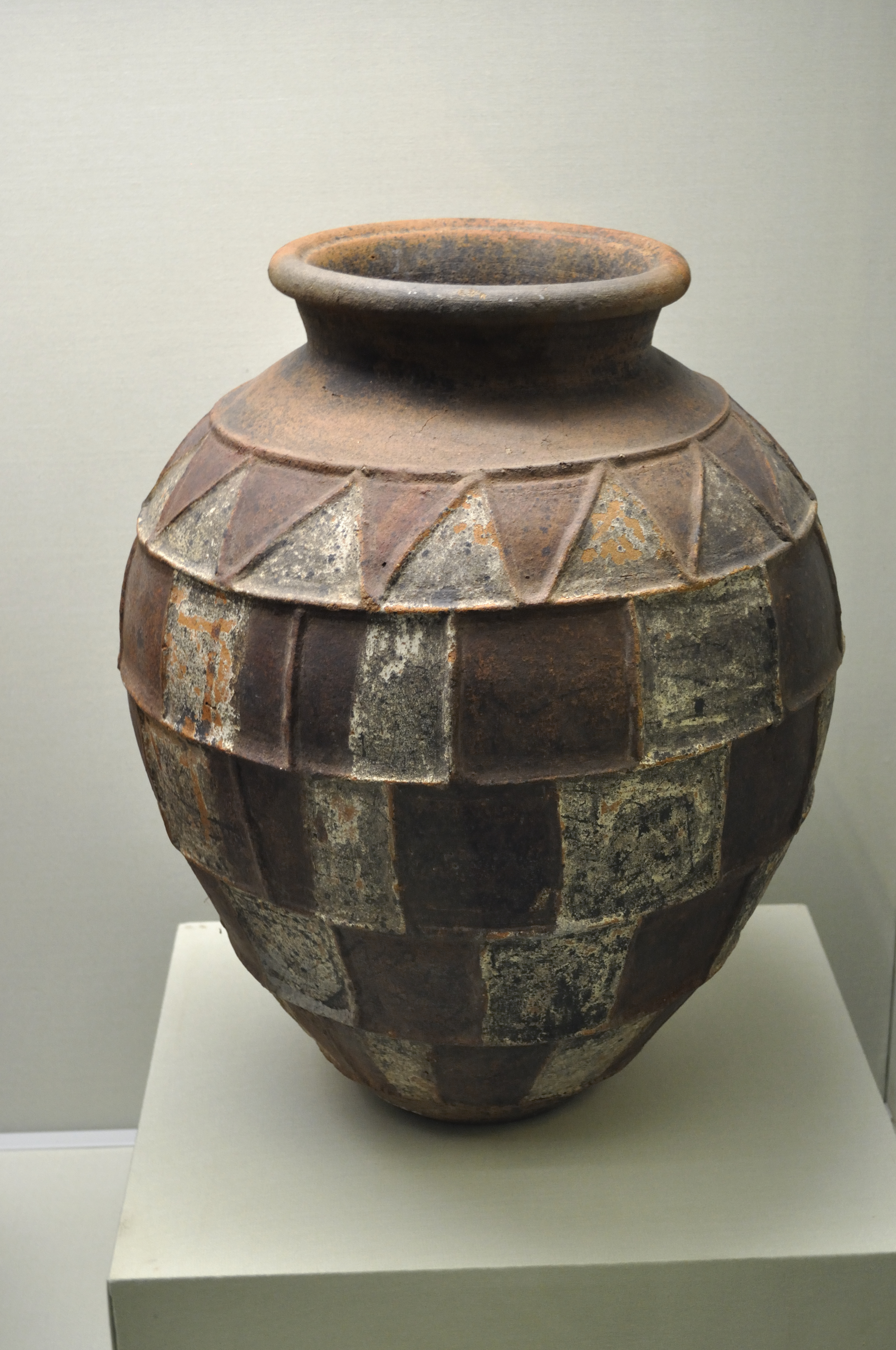
Pito etrusco com relevos. Museu Hetjens, Dusseldórfia

Os pitos foram quase universalmente de cerâmica, que repeliu água, sujeita, insetos e roedores. A maioria era tão alta quanto ou mais do que um ser humano. A base era plana, para que pudessem ser colocados em fileiras em um armazém ou alinhados ao longo de um corredor, passarela, ou escadaria. Puxadores ou, mais raramente, alças frágeis, foram localizadas nas laterais superiores para a facilidade do manuseio; alguns pitos foram ajustados em buracos no chão para assegurar uma temperatura constante do produto armazenado. O elevado custo de um pito (de 30 a 50 dracmas, isto é, o salário de um a dois meses de um trabalhador do período) é compreensível em vista do alto grau de qualidade que estes vasos tinham.
A grande superfície de um pito era um campo comum para a decoração. Por exemplo, pitos recuperados em Cnossos exibem simulados motivos com cordas. Além disso foram comuns os exemplos de pitos com escritos que possivelmente significam o nome dos proprietários ou dos fabricantes dos pitos, sem excluir o nome dos deuses, o conteúdo ou nomes de lugares.
Pitos foram frequentemente puxados com cordas. Alguns vasos exibem levantadas cordas decorativas. Aqueles pontiagudos ao invés de terem bases planas e estreitas, tinham bocas vedáveis feitas especialmente para o transporte: um pito, porém amplo, não tinham nenhuma chance de permanecer na posição vertical em um navio antigo, portanto os pitos com extremidades pontiagudas foram empacotados juntos tão firmemente quanto possível, e presos com cordas em volta de seus pescoços para a duração da viagem por mar.

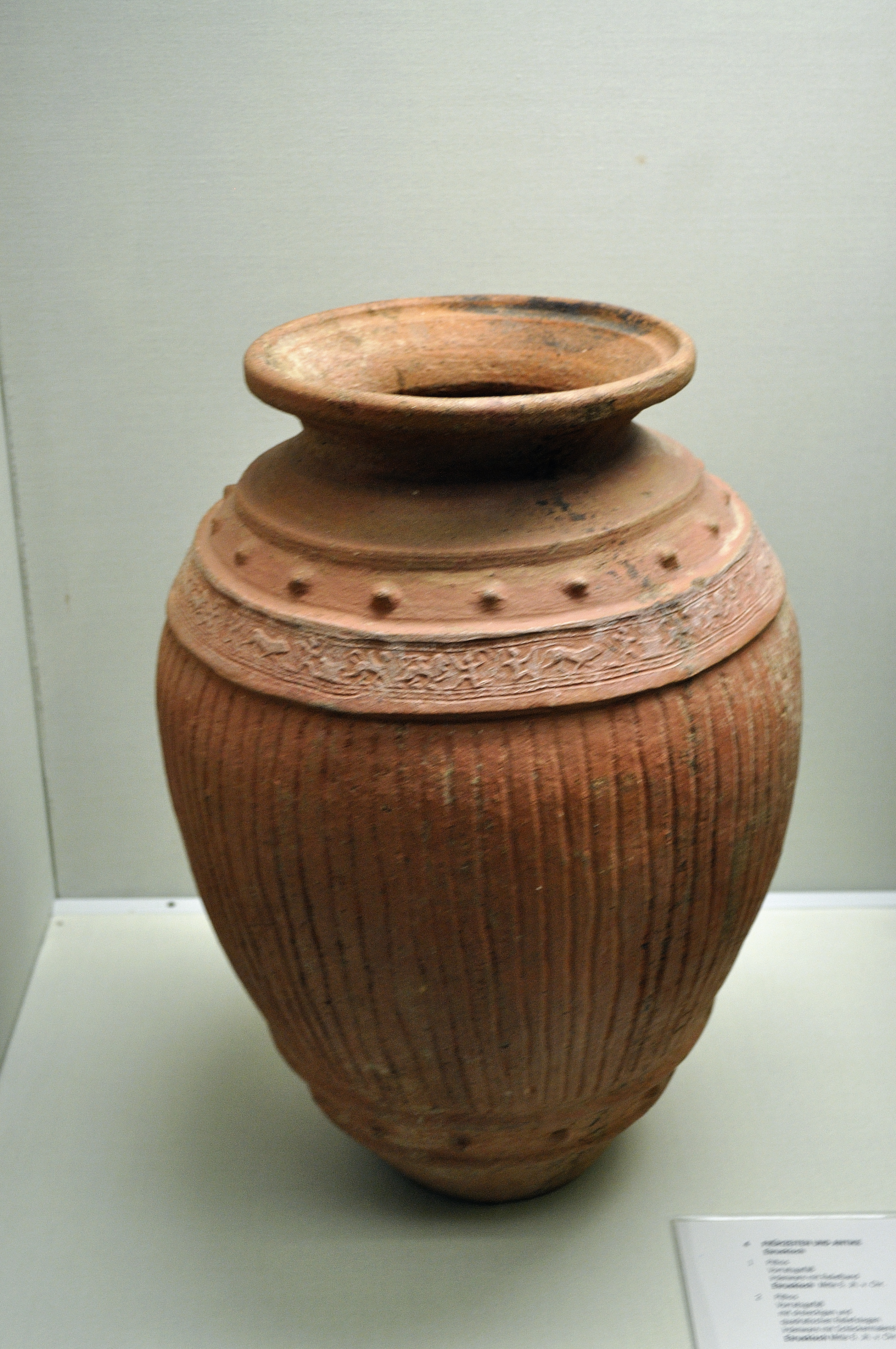
Pito etrusco com relevos. Museu Hetjens

## Uso
Os pitos eram usados para armazenar produtos agrícolas, como grãos e líquidos (vinho, óleo); uvas amassadas eram depositadas em pitos para a fermentação: as uvas eram depositadas neste vasos até o inverno quando, então, abria-o para servir em frascos o vinho. Geralmente estão associados a grandes centros comerciais e administrativos que exportavam, mantinham ou importavam grandes somas de produtos. Contudo, pitos em prata, podiam ser utilizados como presentes de casamento.
Tal como as banheiras de cerâmica de alguns períodos, o tamanho de um pito tornou-o um conveniente caixão, especialmente quando madeira estava em falta. Há evidências de enterros em Micenas e Creta durante o Heládico Médio quando os ossos de defuntos eram depositados em pitos. Na mitologia grega, a lendária "Caixa de Pandora" era  na verdade um pito, tendo sido traduzido erroneamente para a forma que estamos familiarizados hoje.